# Wereldbeker mountainbike 2014
De Wereldbeker mountainbike 2014 wordt gehouden van april tot en met augustus 2014. Wielrenners strijden in de disciplines crosscountry, crosscountry eliminator en downhill.
De crosscountry events bestonden uit zeven onderdelen, gehouden van midden april tot en met eind augustus. Er werden drie manches in Europa gehouden, 2 in Noord-Amerika, 1 in Afrika en 1 in Oceanië. De events in het downhill stonden van begin april tot eind augustus op het programma, en bestonden uit 7 manches.

## Crosscountry

### Mannen

#### Kalender en podia
| Nr. | Datum      | Locatie          | Eerste         | Tweede            | Derde            | Leider in het klassement |
| --- | ---------- | ---------------- | -------------- | ----------------- | ---------------- | ------------------------ |
| 1.  | 13/04/2014 | Pietermaritzburg | Julien Absalon | Manuel Fumic      | Maxime Marotte   | Julien Absalon           |
| 2.  | 27/04/2014 | Cairns           | Julien Absalon | Mathias Flückiger | Maxime Marotte   | Julien Absalon           |
| 3.  | 25/05/2014 | Nové Město       | Nino Schurter  | Stéphane Tempier  | Moritz Milatz    | Julien Absalon           |
| 4.  | 01/06/2014 | Albstadt         | Julien Absalon | Nino Schurter     | Stéphane Tempier | Julien Absalon           |
| 5.  | 03/08/2014 | Mt-St-Anne       | Nino Schurter  | Julien Absalon    | Daniel McConnell | Julien Absalon           |
| 6.  | 10/08/2014 | Windham          | Nino Schurter  | Julien Absalon    | Lukas Flückiger  | Julien Absalon           |
| 7.  | 23/08/2014 | Méribel          | Nino Schurter  | Julien Absalon    | Manuel Fumic     | Julien Absalon           |

### Vrouwen

#### Kalender en podia
| Nr. | Datum      | Locatie          | Eerste                 | Tweede            | Derde                  | Leidster in het klassement |
| --- | ---------- | ---------------- | ---------------------- | ----------------- | ---------------------- | -------------------------- |
| 1.  | 13/04/2014 | Pietermaritzburg | Jolanda Neff           | Gunn-Rita Dahle   | Maja Włoszczowska      | Jolanda Neff               |
| 2.  | 27/04/2014 | Cairns           | Eva Lechner            | Emily Batty       | Irina Kalentieva       | Jolanda Neff               |
| 3.  | 25/05/2014 | Nové Město       | Pauline Ferrand-Prévot | Catharine Pendrel | Gunn-Rita Dahle        | Jolanda Neff               |
| 4.  | 01/06/2014 | Albstadt         | Pauline Ferrand-Prévot | Gunn-Rita Dahle   | Jolanda Neff           | Jolanda Neff               |
| 5.  | 03/08/2014 | Mt-St-Anne       | Jolanda Neff           | Catharine Pendrel | Kateřina Nash          | Jolanda Neff               |
| 6.  | 10/08/2014 | Windham          | Catharine Pendrel      | Tanja Žakelj      | Annika Langvad         | Jolanda Neff               |
| 7.  | 23/08/2014 | Méribel          | Jolanda Neff           | Gunn-Rita Dahle   | Pauline Ferrand-Prévot | Jolanda Neff               |

## Crosscountry eliminator

### Mannen

#### Kalender en podia
| Nr. | Datum      | Locatie    | Eerste              | Tweede              | Derde              | Leider in het klassement |
| --- | ---------- | ---------- | ------------------- | ------------------- | ------------------ | ------------------------ |
| 1.  | 26/04/2014 | Cairns     | Samuel Gaze         | Daniel Federspiel   | Paul Van der Ploeg | Samuel Gaze              |
| 2.  | 24/05/2014 | Nové Město | Miha Halzer         | Daniel Federspiel   | Paul Van der Ploeg | Daniel Federspiel        |
| 3.  | 31/05/2014 | Albstadt   | Fabrice Mels        | Paul Van der Ploeg  | Patrick Lüthi      | Paul Van der Ploeg       |
| 4.  | 02/08/2014 | Mt-St-Anne | Simon Gegenheimer   | Catriel Andres Soto | Fabrice Mels       | Fabrice Mels             |
| 5.  | 09/08/2014 | Windham    | Catriel Andres Soto | Simon Gegenheimer   | Fabrice Mels       | Fabrice Mels             |
| 6.  | 23/08/2014 | Méribel    | Fabrice Mels        | Simon Gegenheimer   | Kévin Miquel       | Fabrice Mels             |

### Vrouwen

#### Kalender en podia
| Nr. | Datum      | Locatie    | Eerste             | Tweede             | Derde               | Leidster in het klassement |
| --- | ---------- | ---------- | ------------------ | ------------------ | ------------------- | -------------------------- |
| 1.  | 26/04/2014 | Cairns     | Alexandra Engen    | Jenny Rissveds     | Jolanda Neff        | Alexandra Engen            |
| 2.  | 24/05/2014 | Nové Město | Alexandra Engen    | Kathrin Stirnemann | Ingrid Bøe Jacobsen | Alexandra Engen            |
| 3.  | 31/05/2014 | Albstadt   | Kathrin Stirnemann | Alexandra Engen    | Linda Indergand     | Alexandra Engen            |
| 4.  | 02/08/2014 | Mt-St-Anne | Kathrin Stirnemann | Jenny Rissveds     | Lisa Mitterbauer    | Kathrin Stirnemann         |
| 5.  | 09/08/2014 | Windham    | Jenny Rissveds     | Kathrin Stirnemann | Cindy Montambault   | Kathrin Stirnemann         |
| 6.  | 23/08/2014 | Méribel    | Linda Indergand    | Kathrin Stirnemann | Ingrid Bøe Jacobsen | Kathrin Stirnemann         |

## Downhill

### Mannen

#### Kalender en podia
| Nr. | Datum      | Locatie          | Eerste         | Tweede           | Derde          | Leider in het klassement |
| --- | ---------- | ---------------- | -------------- | ---------------- | -------------- | ------------------------ |
| 1.  | 12/04/2014 | Pietermaritzburg | Aaron Gwin     | Michael Hannah   | Greg Minnaar   | Aaron Gwin               |
| 2.  | 27/04/2014 | Cairns           | Gee Atherton   | Josh Bryceland   | Neko Mulally   | Aaron Gwin               |
| 3.  | 08/06/2014 | Fort William     | Troy Brosnan   | Samuel Hill      | Danny Hart     | Aaron Gwin               |
| 4.  | 15/06/2014 | Leogang          | Josh Bryceland | Greg Minnaar     | Troy Brosnan   | Troy Brosnan             |
| 5.  | 03/08/2014 | Mt-St-Anne       | Samuel Hill    | Josh Bryceland   | Danny Hart     | Troy Brosnan             |
| 6.  | 10/08/2014 | Windham          | Josh Bryceland | Aaron Gwin       | Troy Brosnan   | Josh Bryceland           |
| 7.  | 23/08/2014 | Méribel          | Samuel Hill    | Matthew Simmonds | Josh Bryceland | Josh Bryceland           |

### Vrouwen

#### Kalender en podia
| Nr. | Datum      | Locatie          | Eerste          | Tweede          | Derde           | Leidster in het klassement |
| --- | ---------- | ---------------- | --------------- | --------------- | --------------- | -------------------------- |
| 1   | 12/04/2014 | Pietermaritzburg | Manon Carpenter | Rachel Atherton | Jill Kintner    | Manon Carpenter            |
| 2   | 27/04/2014 | Cairns           | Rachel Atherton | Manon Carpenter | Myriam Nicole   | Manon Carpenter            |
| 3   | 08/06/2014 | Fort William     | Emmeline Ragot  | Myriam Nicole   | Tracey Hannah   | Manon Carpenter            |
| 4   | 15/06/2014 | Leogang          | Manon Carpenter | Rachel Atherton | Myriam Nicole   | Manon Carpenter            |
| 5   | 03/08/2014 | Mt-St-Anne       | Manon Carpenter | Rachel Atherton | Emmeline Ragot  | Manon Carpenter            |
| 6   | 10/08/2014 | Windham          | Emmeline Ragot  | Rachel Atherton | Tracey Hannah   | Manon Carpenter            |
| 7   | 23/08/2014 | Méribel          | Rachel Atherton | Emmeline Ragot  | Manon Carpenter | Manon Carpenter            |

1991 · 
1992 · 
1993 · 
1994 · 
1995 · 
1996 · 
1997 · 
1998 · 
1999 · 
2000 · 
2001 · 
2002 · 
2003 · 
2004 · 
2005 · 
2006 · 
2007 · 
2008 · 
2009 · 
2010 · 
2011 · 
2012 · 
2013 · 
2014 · 
2015 · 
2016 · 
2017 · 
2018 · 
2019 · 
2020 · 
2021 · 
2022 · 
2023 · 
2024 · 
2025